# José Óscar Herrera
José Óscar Herrera   (Tala, 17 de juny de 1965) fou un futbolista uruguaià de la dècada de 1990.
Fou 56 cops internacional amb la selecció de l'Uruguai.
Pel que fa a clubs, defensà els colors de CA Peñarol, UE Figueres, Cagliari Calcio i Atalanta BC.